# Sergej Klyčkov
Sergej Antonovič Klyčkov, noto anche con lo pseudonimo di Sergej Antonovič Lešenkov (in russo Сергей Антонович Клычков?; Tver', 13 luglio 1889 – Mosca, 8 ottobre 1937), è stato un poeta, romanziere e traduttore russo.

## Biografia
Nato nel villaggio di Dubrovki, provincia di Tver (ora distretto di Taldomsky, regione di Mosca) nella famiglia di un calzolaio, nel 1889; nel 1899 su consiglio di un insegnante, suo padre lo portò a Mosca, dove iniziò a studiare alla scuola di Fidler (a Lobkovsky Lane). Da studente, ha partecipato alla Rivoluzione del 1905 come membro della squadra di combattimento di Sergei Konenkov. Nel 1906 scrisse una serie di poesie su temi rivoluzionari, pubblicate sull'almanacco "At the Crossroads".
Nel 1908, con l'aiuto di Ilyich Tchaikovsky, partì per l'Italia, dove incontrò Maksim Gor'kij e A.V. Lunacharsky. Rientrato dall'Italia entrò nella facoltà di storia e filologia dell'Università di Mosca, ma non si laureò (in quanto fu espulso nel 1913).
Nel 1911, con l'aiuto finanziario di M. Tchaikovsky, la sua prima raccolta di poesie, Songs, fu pubblicata presso la casa editrice Alcyone. Nel 1914 apparve la seconda raccolta "The Secret Garden" - nella stessa casa editrice.
Durante la prima guerra mondiale andò al fronte; Iniziò la guerra a Helsinki (in Finlandia), poi fu trasferito sul fronte occidentale e in seguito, con il grado di guardiamarina, a Balaklava, dove la sua amata (che presto divenne moglie), ex studentessa Yevgenia Aleksandrovna Lobova, lo seguì. Klychkov raccontò in seguito le sue impressioni militari nel romanzo Sugar German.
Dal 1919 al 1921 visse in Crimea, dove fu quasi fucilato (dai Makhnovisti). Nel 1921 si trasferisce a Mosca, dove collabora principalmente com la rivista Krasnaya Nov.
Nel 1937 Klychkov fu arrestato dall'NKVD e accusato di essere un associato di Lev Kamenev e un membro dell'organizzazione terroristica antisovietica chiamata Labour Peasant Party. Per ciò fu giustiziato l'8 ottobre 1937. In seguito, apparvero documenti che sembravano provare che quel giorno era stato appena ucciso da un ufficiale dell'NKVD durante l'interrogatorio nella prigione di Lefortovo e fu scagionato da ogni accusa e riabilitato nel 1956.

## Attività letteraria

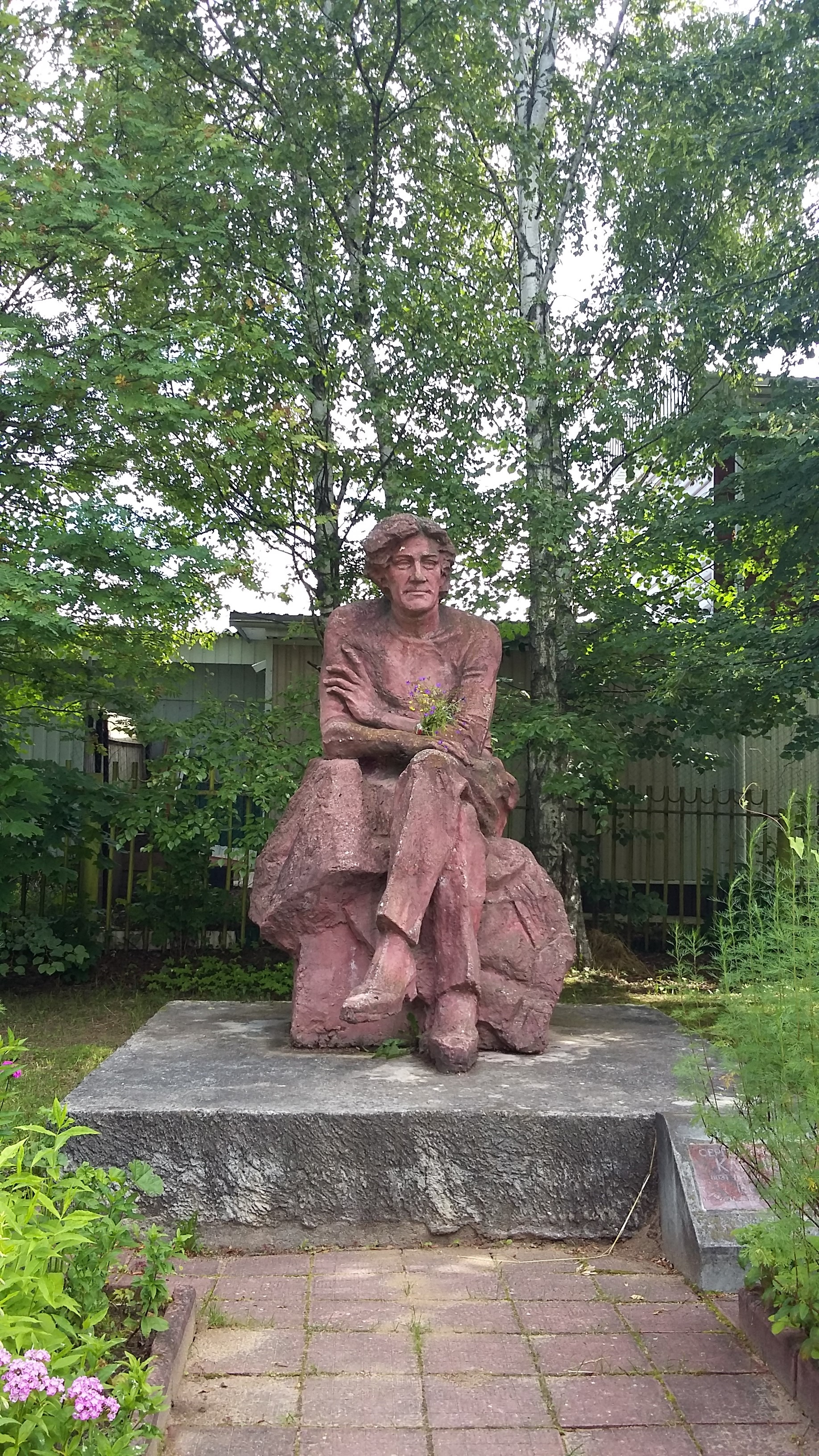
Monumento dedicato a Sergej Klyčkov situato a Taldom

Le poesie delle prime raccolte di Klychkov ("Songs: Sadness-Joy. Lada. Bova", 1911; "The Secret Garden", 1913 ) sono per molti aspetti in sintonia con le poesie dei poeti della tradizione contadina: Yesenin, Klyuev, Ganin, Oreshin. Alcune delle poesie di Klychkov sono state inserite nell'Antologia della casa editrice Musaget. I primi temi di Klychkov furono approfonditi e sviluppati nelle raccolte successive: Dubrava (1918), Home Songs (1923), Wonderful Guest (1923), Visiting the Cranes (1930), i cui versi riflettevano le impressioni della prima guerra mondiale, la distruzione del villaggio (una delle immagini principali è l'immagine di un vagabondo solitario e senza casa). Nella poesia di Klychkov apparivano note di disperazione causate dalla morte sotto l'assalto di una civiltà "macchina" "allontanatasi dal sentiero della natura della vecchia Russia".
Klychkov è uno dei tre autori di una cantata dedicata a “coloro che caddero nella lotta per la pace e la fratellanza dei popoli ” (1918).

Klychkov scrisse tre romanzi: il satirico Sugar German (1925; pubblicato nel 1932 con il titolo The Last Lel), il favolosamente mitologico Chertukhinsky Balakir (1926), The Prince of Peace  (1928). Inoltre furono annunciati i seguenti titoli: "Kitezh Peacock", "Grey Master", "Burkan - a Man's Son", "Savior on Blood", "Ghostly Rus", "Elk with Golden Horns", ma nessuno di questi è apparso in stampa.
"I testi di Klychkov sono associati all'arte popolare, cerca consolazione nella natura. All'inizio le sue poesie erano narrative, in seguito si distinguevano per alcune riflessioni di natura panteistica e pessimistica, ma erano sempre lontane da ogni spirito rivoluzionario. La prosa di Klychkov mostra la sua connessione originale con il mondo tradizionale della demonologia contadina, così come l'influenza di N. Gogol, N. Leskov e A. Remizov. I romanzi di Klychkov non sono ricchi di azione, sono composti da scene separate, associative, piene di immagini del mondo della realtà e del mondo del sonno e degli spiriti; la storia è raccontata per conto di un contadino che ama parlare di argomenti diversi".